# Yehudi Menuhin
Yehudi Menuhin (New York, New York, 22. travnja 1916. – Berlin,  12. ožujka 1999.), bio je američko-švicarsko-britanski violinist, bjeloruskog podrijetla, hvaljen diljem svijeta. Violinu ga je naučio svirati između ostalih George Enescu. S 11 godina, 25. studenog 1927., Yehudi Menuhin je održao svoj prvi koncert u Carnegie Hallu u New Yorku. Recenzije su bile briljantne.
Menuhin, koji je bio jedan od prvih solo violinista, posvetio se dosta komornoj glazbi a nastupao je i kao dirigent. Veći dio svoje karijere proveo je u Velikoj Britaniji.
Bio je angažiran i u svjetskim pitanjima obnove i jedinstva, uglavnom kroz angažman u Unescou.

## Vanjske poveznice
- Yehudi Menuhinova službena stranica